# 평화로운 전사
평화로운 전사(Peaceful Warrior)는 미국에서 제작된 빅터 살바 감독의 2006년 드라마 영화이다. 스콧 메크로위즈 등이 주연으로 출연하였고 카미 위니코프 등이 제작에 참여하였다.

## 출연

### 주연
- 스콧 메크로위즈
- 닉 놀테

### 조연
- 에이미 스마트
- 팀 디케이
- 애쉬튼 홈즈
- 폴 웨슬리
- B.J. 브릿
- 아그네스 브루크너

## 제작진
- 원작자: 댄 밀맨
- 협력프로듀서: 울프강 샴버그
- 의상: 라이넷 메이어
- 배역: 샤리마 레오디카
- 배역: 마리 베뉴